# 평강군
평강군(平康郡)은 조선민주주의인민공화국 강원도에 있는 군이다.

## 지리
북쪽은 세포군, 서남쪽은 철원군, 서쪽은 이천군, 동쪽은 김화군이다. 남쪽은 군사 분계선을 사이에 두고 대한민국측의 철원군과 접한다. 군의 일부는 용암대지로 이루어졌다.
마식령산맥과 광주산맥이 통과해 군역의 대부분이 산지이다. 이 지역은 폭우가 자주 발생하기 쉽다.

## 역사
| Daedongyeojido (Gyujanggak) 10-03.jpg | Daedongyeojido (Gyujanggak) 10-02.jpg |
| Daedongyeojido (Gyujanggak) 11-03.jpg | Daedongyeojido (Gyujanggak) 11-02.jpg |

고구려시대에 부양현으로, 신라시대는 강평이라 불렀다. 고려시대에는 동주에 속했으며, 조선시대에는 평강현이라 불렀다. 918년 왕위에서 쫓겨난 궁예가 여기에서 백성들에게 맞아 죽었다고 한다.
- 1759년 : 당시 읍내(邑內)면, 현내(縣內)면, 남(南)면, 초서(初西)면, 서(西)면, 목전(木田)면, 고삽(高揷)면, 유진(楡津)면의 8면으로 구성되어 있었다.(8면)
- 1895년 : 23부제 시행에 따라 춘천부의 관할이 되고 현에서 군으로 변경되었다.
- 일자 미상 : 읍내면을 군내면으로 개칭했다.
- 1896년 : 13도제 시행에 따라 강원도의 관할이 되었다.
- 1914년 : 초서면이 군내면에 통합되었다.(7면)
- 1917년 : 군내면이 평강면으로 개칭되었다.
- 1923년 : 평강면이 군내면으로 환원되었다.
- 1939년 : 군내면이 재차 평강면으로 개칭되었다.
- 1942년 10월 1일 : 평강면을 평강읍으로 승격하였다.[2](1읍 6면)
- 1945년 : 광복 직후 평강읍이 면으로 격하되고, 고삽면이 세포(洗浦)면으로 개칭되었다.(7면)
- 1945년 9월 2일 : 미국과 소련이 38선을 경계로 한반도를 분할 점령함으로써 평강군 전 지역이 소련군정 관할 아래 들어갔다.
- 1952년 12월 : 군면리 대폐합에 따라 북부의 유진면, 세포면을 세포군으로 분리하고, 회양군 난곡면의 일부 지역을 편입하였다. 전통적인 평강읍의 중심지였던 동변리가 서변리와 합쳐 구읍리가 되었고, 복계리가 주변 리를 합쳐 평강읍이 되었다.
- 1953년 7월 27일 : 한국 전쟁의 결과, 남면 정연리가 유일하게 대한민국 관할이 되어, 1972년 철원군 갈말읍으로 편입되었다.
- 1961년 : 평강읍이 복계리로 바뀌고 구읍리가 평강읍이 되었다.
- 2001년 1월 27일 : 옛 목전면 일원(장촌노동자구, 복만리, 정동리, 기산리, 중삼리)과 송포리(해방당시 현내면 송포리, 신대리)가 세포군에 이관되었고, 김화군의 탑거리(塔距里), 성산리(城山里), 건천리(乾川里), 수태리(水泰里), 근동리(近東里)가 편입되었다. 이로써 1914년 부군면 통폐합 이전에 김화군이었던 지역 중 군사분계선 이북 지역이 전부 평강군에 속하게 되었다.
- 2020년 10월 2일 조선중앙텔레비죤의 김정은 위원장 김화군 시찰보도에서 김화군의 관할구역이 2001년 개편 직전으로 돌아간 사실이 확인된다. 또한 기산리 일대에 대해서는 해당 지도에는 나오지 않으나 다른 날 다른 북조선 매체의 기사에서 기산리에서 아홉명의 자식을 낳은 송금숙의 거주지를 평강군 기산리로 명기하고 있어[3], 2001년 개편은 무효가 된 것으로 추정된다.

## 행정 구역
1읍(평강읍)과 30리(리수덕리(李壽德里), 복계리(福溪里), 가곡리(佳谷里), 건천리(乾川里), 근동리(近東里), 금곡리(金谷里), 남양리(南陽里), 내천리(內泉里), 랑월리(浪越里), 랑하리(浪下里), 문봉리(文峯里), 문산리(文山里), 봉래리(蓬萊里), 상갑리(上甲里), 상송관리(上松館里), 상원리(上元里), 성산리(城山里), 수태리(水泰里), 신정리(新井里), 압동리(鴨洞里), 옥동리(玉洞里), 자원리(資源里), 전승리(戰勝里), 정산리(定山里), 천암리(天巖里), 탑거리(塔距里), 하송리(下松里), 하주리(下注里), 해방리(解放里), 화암리(化巖里))로 구성되어 있다.

## 산업
농업에 적합하며 특히 벼농사가 활발하다. 또한 평강의 광산에서는 금, 텅스텐, 하석, 지르콘, 백반석, 규조토가 채굴된다.

## 교통
강원선(경원선)이 있으며 평강역과 복계역 등이 있다. 금강산선이 한때 군내를 지났으나 폐선되고 원래 정연역이 있던 곳은 1953년 정전협정 이후 대한민국으로 넘어갔다. 2001년 김화군으로부터 편입된 지역에 금강산선의 하소역, 행정역이 있다.

## 같이 보기
- 조선민주주의인민공화국의 지리
- 조선민주주의인민공화국의 행정 구역

## 우호교류 도시
중화인민공화국 칭다오시